# Villa Augusta (Kötzschenbroda)
Die Villa Augusta liegt in der Ludwig-Richter-Allee 7 im Stadtteil Kötzschenbroda der sächsischen Stadt Radebeul. Sie wurde zwischen März und Oktober 1877 durch den Niederlößnitzer Architekten und Baumeister Adolf Neumann nach eigenem Entwurf errichtet.

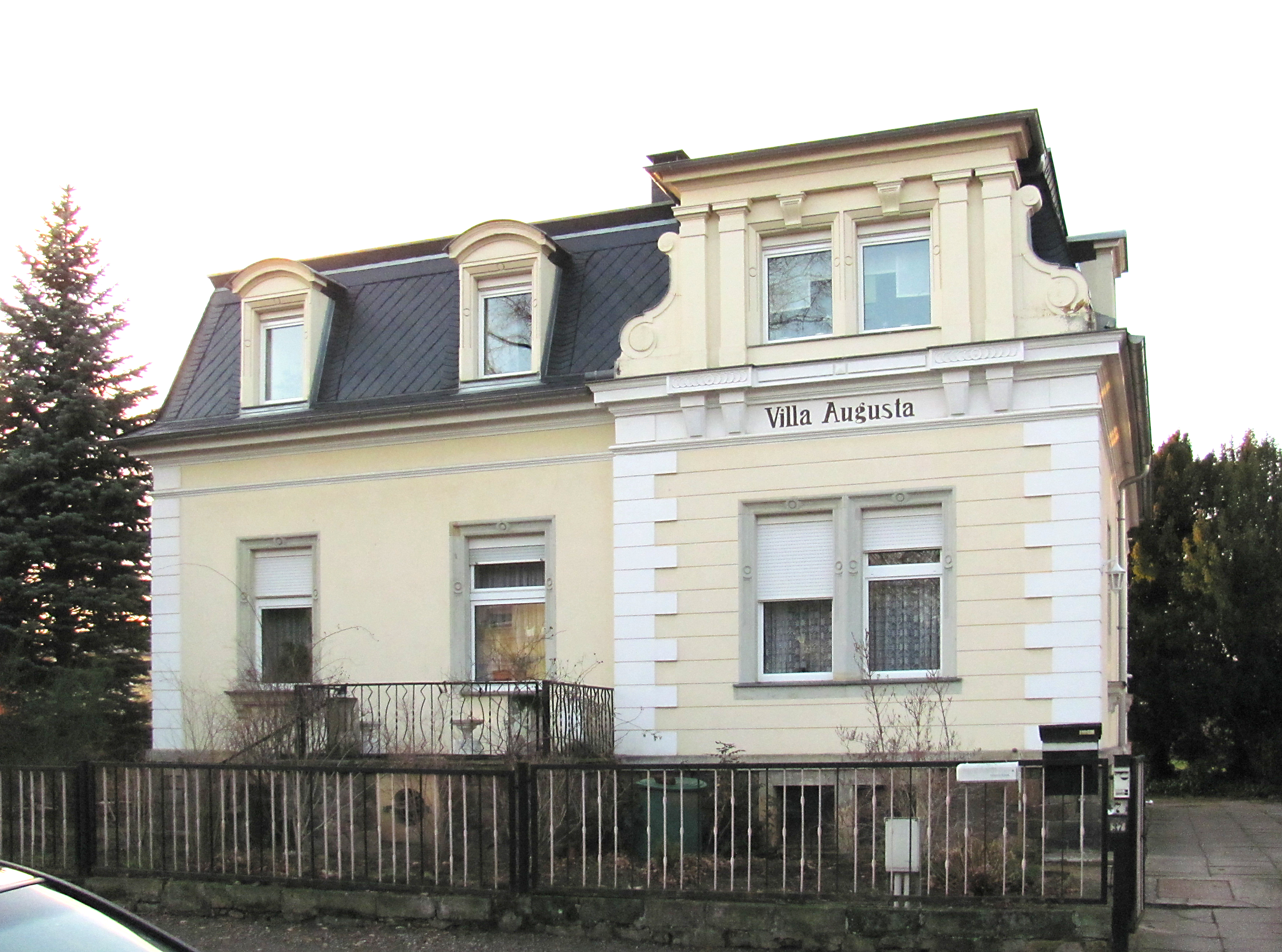
Villa Augusta

## Beschreibung
Die unter Denkmalschutz stehende Villa ist ein kleines, eingeschossiges Wohnhaus von drei mal zwei Fensterachsen Größe. Es hat ein ausgebautes, schiefergedecktes Pyramidenstumpfdach mit stichbogigen Giebelgauben.
In der Straßenansicht steht rechts ein zweigeschossiger Seitenrisalit mit Zwillingsfenstern, in dessen Traufgesims sich der Hausname findet. Der Giebel ist ein etwas vereinfachter Volutengiebel, der durch Konsolen gestützt und durch Pilaster sowie Schlusssteine geschmückt wird. In der Mittelachse der Straßenansicht befindet sich eine Terrasse, ehemals mit offener Veranda; zum Garten führt eine Freitreppe. Auf der Gebäuderückseite befindet sich ein Eingangsvorbau.
Das auf einem Bruchsteinsockel stehende, verputzte Gebäude wird durch Gesimse sowie Eckquaderungen und Ecklisenen gegliedert.